# Supercoppa del Portogallo 2006 (hockey su pista)
La Supercoppa del Portogallo 2006 è stata la 24ª edizione dell'omonima competizione portoghese di hockey su pista. 
Il trofeo è stato vinto dal Porto per la quattordicesima volta nella sua storia.

## Squadre partecipanti
| Club            | Qualificazione                                          | Partecipazioni precedenti (il grassetto indica la vittoria)                                          |
| --------------- | ------------------------------------------------------- | --- |
| Porto           | Detentore della 1ª Divisão e della Coppa del Portogallo | 1984, 1985, 1986, 1987, 1988, 1989, 1990, 1991, 1992, 1996, 1998, 1999, 2000, 2002, 2003, 2004, 2005 |
| Juventude Viana | Finalista della Coppa del Portogallo                    | Esordiente                                                                                           |

## Risultati
| Squadra 1 | Risultato | Squadra 2       |
| --------- | --------- | --------------- |
| Porto     | 4 - 2     | Juventude Viana |

| Barcelos 7 ottobre 2006 | Porto | 4 – 2 | Juventude Viana |  |